# Kirov cilindar
Kirov cilindar ili Valjak Kira Velikog je antički dokument u obliku glinenog valjka kojeg je izdao perzijski vladar Kir Veliki. Cilindar je napravljen povodom perzijskog osvajanja Babilona 539. pr. Kr. Tekst cilindra opisuje babilonskog kralja Nabonida kao bezbožnog, dok pobjednika Kira spominje kao heroja prijatnog bogu Marduku. U nastavku se spominje kako je Kir poboljšao život stanovnika Babilona, da je izbjeglicama obnavljao domove i gradio hramove.

## Povijest
Cilindar je bio postavljen unutar babilonskih zidina kao kamen temeljac. Godine 1879. pronašao ga je asirsko-britanski arheolog Hormuzd Rassam u temeljima Esagile (babilonskog hrama bogu Marduku), a danas se čuva u Britanskom muzeju u Londonu. Špekulira se kako direktori Britanskog muzeja i Iranskog nacionalnog muzeja u Teheranu dogovaraju privremeno premještanje Kirovog cilindra u iranski Teheran za posebnu izložbu.

## Značaj

### Simbol legitimnosti vladavine
Prema Britanskom muzeju, cilindar predstavlja dugu tradiciju mezopotamskih vladara u kojima svoje vladavine obilježavaju deklaracijama o političkim reformama. Cilindar je sastavljen u formi dugotrajnih babilonskih stilova, a s političke strane predstavlja Kirovu poruku babilonskom narodu u kojoj se proglašava legitimnim kraljem, i u kojoj obećava poštovanje vjerskih i političkih babilonskih tradicija. 

### Dokument o ljudskim pravima
Dokument se gotovo punih stotinu godina smatrao instrumentom karakteristične mezopotamske političke propagande, no početkom 70-ih godina 20. stoljeća dokument se počeo smatrati „prvim pisanim spomenikom o ljudskim pravima u povijesti“.
Replika Kirovog cilindra nalazi se na drugom katu zgrade Ujedinjenih Naroda u New Yorku gdje je tekst valjka preveden na svih šest službenih jezika UN-a.
U prosincu 2003. prilikom prihvaćanja Nobelove nagrade za mir, iranska dobitnica Shirin Ebadi se pozvala na Kira rekavši:

„Ja sam Iranka, potomak Kira Velikog. Taj car je na vrhuncu moći prije 2500 godina proglasio kako ne želi vladati onima koji to ne žele. Obećao je da neće prisiljavati nikoga da promijeni svoju religiju ili vjeru i da će poštovati sve manjine. Dokument Kira Velikog trebao bi se proučavati u povijesti ljudskih prava.“

### Dokument o oslobađanju Židova
Cilindar je također privukao pozornost podacima o povratku Židova u Palestinu nakon babilonskog ropstva, a također se smatra i potvrdom biblijskih tekstova iz Knjige o Ezri (Ezra 1.1-6, 6.1-5; Izaija 44.23-45.8; 2 Kronike 36.22-23).

## Poveznice
- Kir Veliki
- Ahemenidsko Perzijsko Carstvo
- Nabonid
- Babilonija
- Ljudska prava
- Magna charta libertatum

## Vanjske poveznice
- Kirov cilindar (Iran Chamber)
- Kirov cilindar - informacije i prijevod drevnog teksta
- Kirov cilindar - Britanski Muzej
- Kirov cilindar - kratki opis (Bible History: Drevna Babilonija)  Arhivirana inačica izvorne stranice od 11. prosinca 2013. (Wayback Machine)
- Kirov cilindar (CrystaLinks.com)